# 舌柱麻属
舌柱麻属（学名：Archiboehmeria）是荨麻科下的一个属。该属仅有舌柱麻（Archiboehmeria atrata）一种，分布于越南及中国广西、广东和湖南。本属仅1种，产中国广西、广东和湖南南部以及越南北部。

## 下属物种
- 舌柱麻 Archiboehmeria atrata (Gagnep.) C. J. Chen